# Neodiplothele irregularis
Espèce
Synonymes
- Neodiplothele leonardosi Mello-Leitão, 1939

Neodiplothele irregularis est une espèce d'araignées mygalomorphes de la famille des Barychelidae.

## Distribution
Cette espèce est endémique du Brésil. Elle se rencontre dans les États de Bahia, du Ceará, du Paraíba, du Pernambuco, du Piauí et du Sergipe.

## Description
Les mâles mesurent de 7,70 à 10,04 mm et les femelles de 10,48 à 12,3 mm.

## Publication originale
- Mello-Leitão, 1917 : Notas arachnologicas. 5, Especies novas ou pouco conhecidas do Brasil. Broteria, vol. 15, p. 74-102.